# La Bastide-des-Jourdans
La Bastide-des-Jourdans é uma comuna francesa na região administrativa da Provença-Alpes-Costa Azul, no departamento de Vaucluse. Estende-se por uma área de 27,74 km². Em 2010 a comuna tinha 1 673 habitantes (densidade: 60,3 hab./km²).